# Cotachena hicana
Cotachena hicana is een vlinder uit de familie van de grasmotten (Crambidae), uit de onderfamilie van de Spilomelinae. De wetenschappelijke naam van deze soort is voor het eerst voorgesteld als Sylepta hicana door Alfred Jefferis Turner in een publicatie uit 1915.
De soort komt voor in Thailand en Australië.